# Barbarano Romano
Barbarano Romano é uma comuna italiana da região do Lácio, província de Viterbo, com cerca de 950 (Cens. 2001) habitantes. Estende-se por uma área de 37,34 km², tendo uma densidade populacional de 25,44 hab/km². Faz fronteira com Blera, Capranica, Vejano, Vetralla, Villa San Giovanni in Tuscia.

## Demografia
| Variação demográfica do município entre 1861 e 2011                               |
|                                                                                   |
| Fonte: Istituto Nazionale di Statistica (ISTAT) - Elaboração gráfica da Wikipedia |